# St. Franz Xaver (Hinterreute)

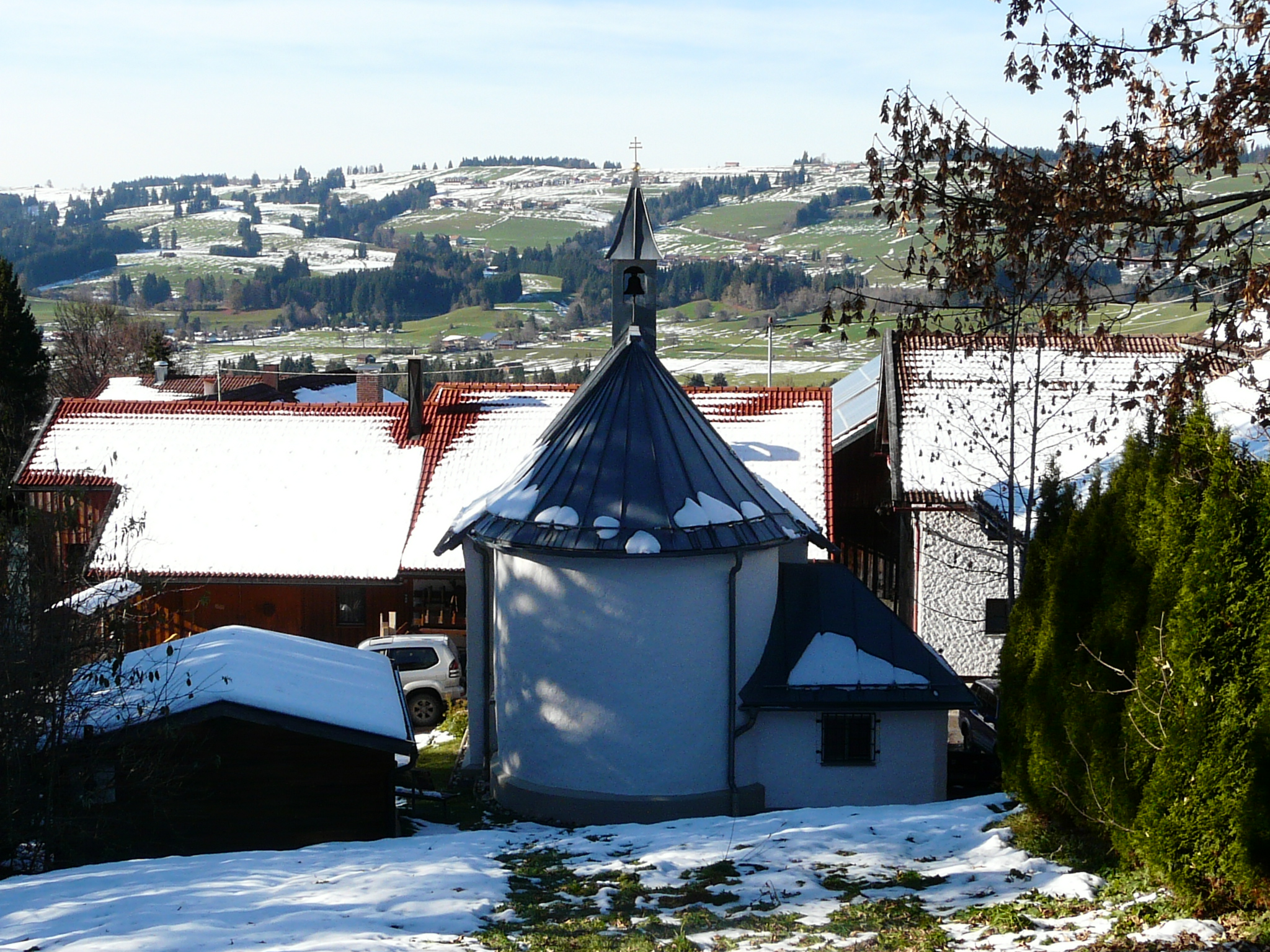
St. Franz Xaver in Hinterreute

Die römisch-katholische Kapelle St. Franz Xaver steht in Hinterreute, einem Gemeindeteil von Wertach im schwäbischen Landkreis Oberallgäu von Bayern. Das Bauwerk ist in der Liste der Baudenkmäler in Wertach als Baudenkmal unter der Nr. D-7-80-145-15 eingetragen.

## Beschreibung
Die Kapelle wurde in der 2. Hälfte des 17. Jahrhunderts erbaut. Sie besteht aus einem Langhaus und einem eingezogenen, halbrund geschlossenen Chor im Südosten. Der Fassade im Nordwesten wurde im frühen 20. Jahrhundert ein quadratischer offener Dachreiter aufgesetzt, in dem eine kleine Kirchenglocke hängt. Der Innenraum des Langhauses ist mit einer Flachdecke überspannt. Der um 1710 gebaute barocke Hochaltar wird Nikolaus Babel zugeschrieben. Das Retabel des Hochaltars hat 1755 Anton Kirchebner mit Franz Xaver bemalt. Im Altarauszug ist Ignatius von Loyola dargestellt. Der linke Seitenaltar hat im Auszug Anna mit Maria, wohl ebenfalls von Kirchebner. Der rechte Seitenaltar von um 1650/60 zeigt den Evangelisten Johannes, wie er Maria die Kommunion spendet. Die Vierzehn Kreuzwegstationen wurden im Nazarenerstil gemalt.